# Мејден Рок (Висконсин)
Мејден Рок (енгл. Maiden Rock) град је у америчкој савезној држави Висконсин.

## Демографија
По попису из 2010. године број становника је 119, што је 2 (-1,7%) становника мање него 2000. године.
| Група             | 2000.       | 2010.       |
| Белци             | 119 (98,3%) | 114 (95,8%) |
| Афроамериканци    | 0 (0,0%)    | 0 (0,0%)    |
| Азијати           | 0 (0,0%)    | 1 (0,8%)    |
| Хиспаноамериканци | 1 (0,8%)    | 1 (0,8%)    |
| Укупно            | 121         | 119         |